# Jhalrapatan Chhaoni
Jhalrapatan Chhaoni fou una antiga ciutat de Rajputana, el nom de la qual vol dir acantonament de Jhalawar o de Jhalrapatan, situada a 24° 36′ N, 76° 10′ E / 24.600°N,76.167°E entre el fort de Gragraun (a Kotah) i la ciutat de Jhalrapatan (que estava a uns 6 km al sud). Fou fundada el 1791 per Zahm Singh, regent de Kotah, i fou inicialment un camp militar que després van esdevenir el seu quarter per la seva posició estratègica; progressivament van anar sorgint edificacions civils i milutars i va arribar a ser una ciutat i aquarterament. El 1901 tenia 14.315 habitants, el 66% hindús i el 31% musulmans. El raj rana hi tenia un palau.